# Правительство Тошовского
Правительство Йозефа Тошовского (чеш. Vláda Josefa Tošovského) — 3-ое коалиционное правительство Чешской Республики во главе с Йозефом Тошовским. Возникло из-за внутрипартийного кризиса в ODS, которое переросло в кризис внутри правительства и объявления о проведении досрочных выборов летом 1998 года. На время до проведения выборов, президент Вацлав Гавел, попросил главу Чешского национального банка Йозефа Тошовского сформировать новое правительство. Правительство было приведено к присяге 2 января 1998 года. Получило доверие парламента на заседании 28 января, благодаря поддержавшей правительство ČSSD.

## Общие сведения
Правительство было сформировано главой Чешского национального банка Йозефом Тошовским по поручению Вацлава Гавла. На время пребывания на посту премьер-министра, банк управлялся его заместителем Павлом Кисилкой. Перед заседанием Палаты депутатов, на котором должно было проголосовать о доверии правительству, Йозеф Тошовский подтвердил, что правительство будет пребывать у власти до проведения новых выборов летом 1998 года, а также назначения нового кабинета.

## Состав кабинета
| Министерство (должность)                                   | Имя                | Начало полномочий | Конец полномочий | Партия | Партия         |
| Председатель Правительства                                 | Йозеф Тошовский    | 2 января 1998     | 17 июля 1998     |        | Беспартийный   |
| Первый вице-председатель, министерство сельского хозяйства | Йосеф Люкс         | 2 января 1998     | 17 июля 1998     |        | KDU-ČSL        |
| Вице-председатель, министерство иностранных дел            | Ярослав Шедивый    | 2 января 1998     | 17 июля 1998     |        | Беспартийный   |
| Министерство финансов                                      | Иван Пилип         | 2 января 1998     | 17 июля 1998     |        | US (ранее ODS) |
| Министерство внутренних дел                                | Цирил Свобода      | 2 января 1998     | 17 июля 1998     |        | KDU-ČSL        |
| Министерство труда и социальных дел                        | Станислав Волак    | 2 января 1998     | 17 июля 1998     |        | US (ранее ODS) |
| Министерство регионального развития                        | Ян Черни           | 2 января 1998     | 17 июля 1998     |        | US (ранее ODS) |
| Министерство здравоохранения                               | Зузана Ройтова     | 2 января 1998     | 17 июля 1998     |        | Беспартийная   |
| Министерство юстиции                                       | Власта Парканова   | 16 июня 1997      | 2 января 1998    |        | ODA            |
| Министерство культуры                                      | Мартин Стропницкий | 2 января 1998     | 17 июля 1998     |        | Беспартийный   |
| Министерство промышленности и торговли                     | Карел Кугнл        | 2 января 1998     | 17 июля 1998     |        | ODA            |
| Министерство образования, молодёжи и физической культуры   | Ян Сокол           | 2 января 1998     | 17 июля 1998     |        | Беспартийный   |
| Министерство обороны                                       | Милослав Выборны   | 2 января 1998     | 17 июля 1998     |        | KDU-ČSL        |
| Министерство транспорта                                    | Петр Моос          | 2 января 1998     | 17 июля 1998     |        | Беспартийный   |
| Министерство окружающей среды                              | Иржи Скалицки      | 2 января 1998     | 20 февраля 1998  |        | ODA            |
| Министерство окружающей среды                              | Мартин Бурсик      | 20 февраля 1998   | 17 июля 1998     |        | Беспартийный   |

### Министры без портфеля
| Министерство (должность)                           | Имя              | Начало полномочий | Конец полномочий | Партия | Партия       |
| Министр без портфеля Пресс-секретарь правительства | Владимир Млинарж | 2 января 1998     | 17 июля 1998     |        | Беспартийный |
| Министр — председатель Законодательного совета     | Милослав Выборны | 2 января 1998     | 17 июля 1998     |        | KDU-ČSL      |